# Lespedeza bicolor
Lespedeza bicolor Turcz. è una pianta della famiglia delle leguminose, originaria dell'Estremo Oriente.
Si presenta come un arbusto dal portamento eretto con piccoli fiori dal bianco al viola-fucsia.
Viene utilizzata a scopo ornamentale; tollera l'ombra e viene talvolta impiegato per combattere l'erosione del suolo.

## Biochimica
Dalle foglie e dalla radice sono stati isolati DMT e 5-MeO-DMT.